# Henryk Łasak

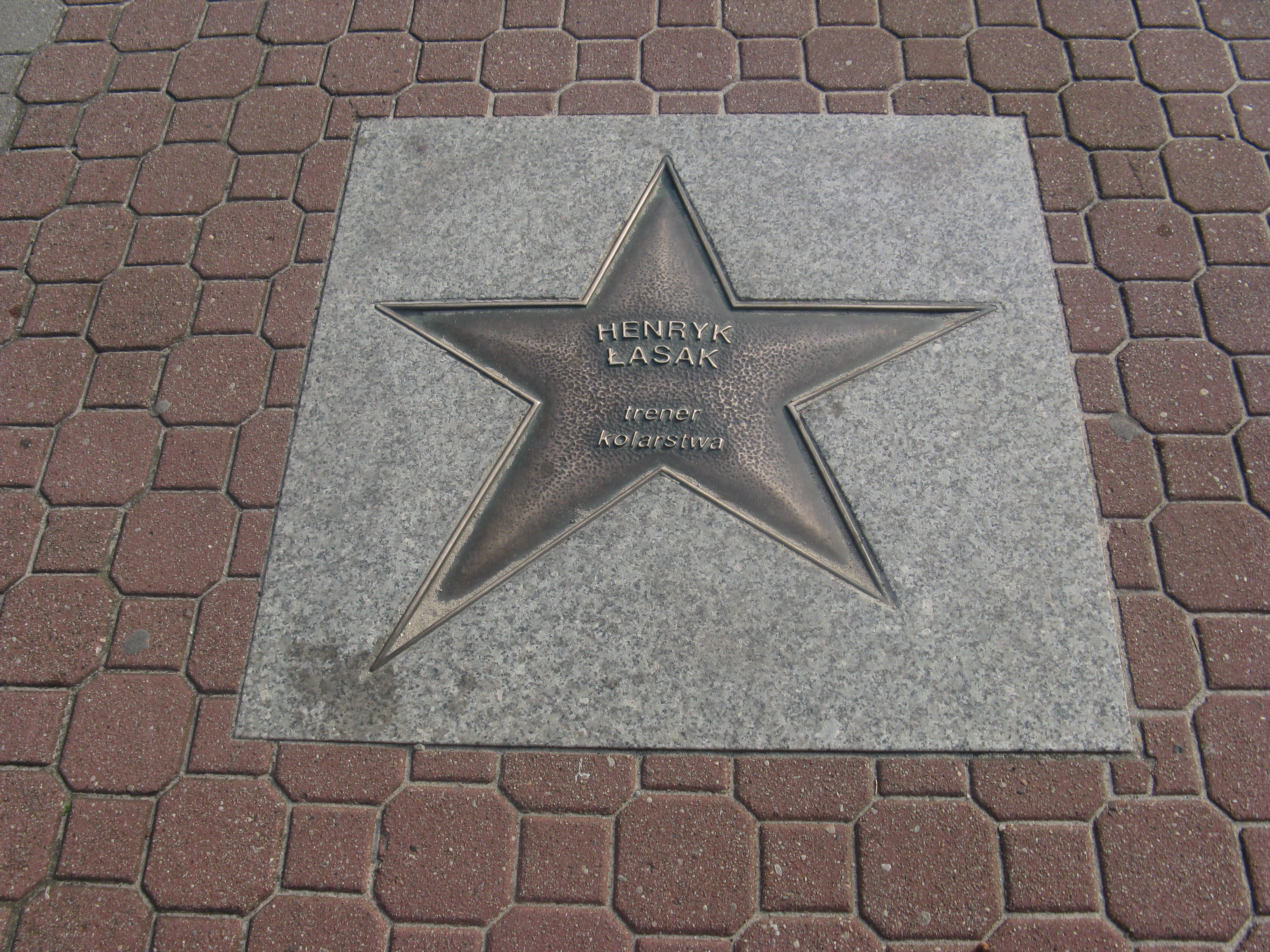
Gwiazda w Alei Gwiazd Sportu we Władysławowie

Henryk Ryszard Łasak (ur. 17 lutego 1932 na osiedlu Las w Warszawie, zm. 5 stycznia 1973 w Skomielnej Białej) – polski trener kolarski.

## Życiorys

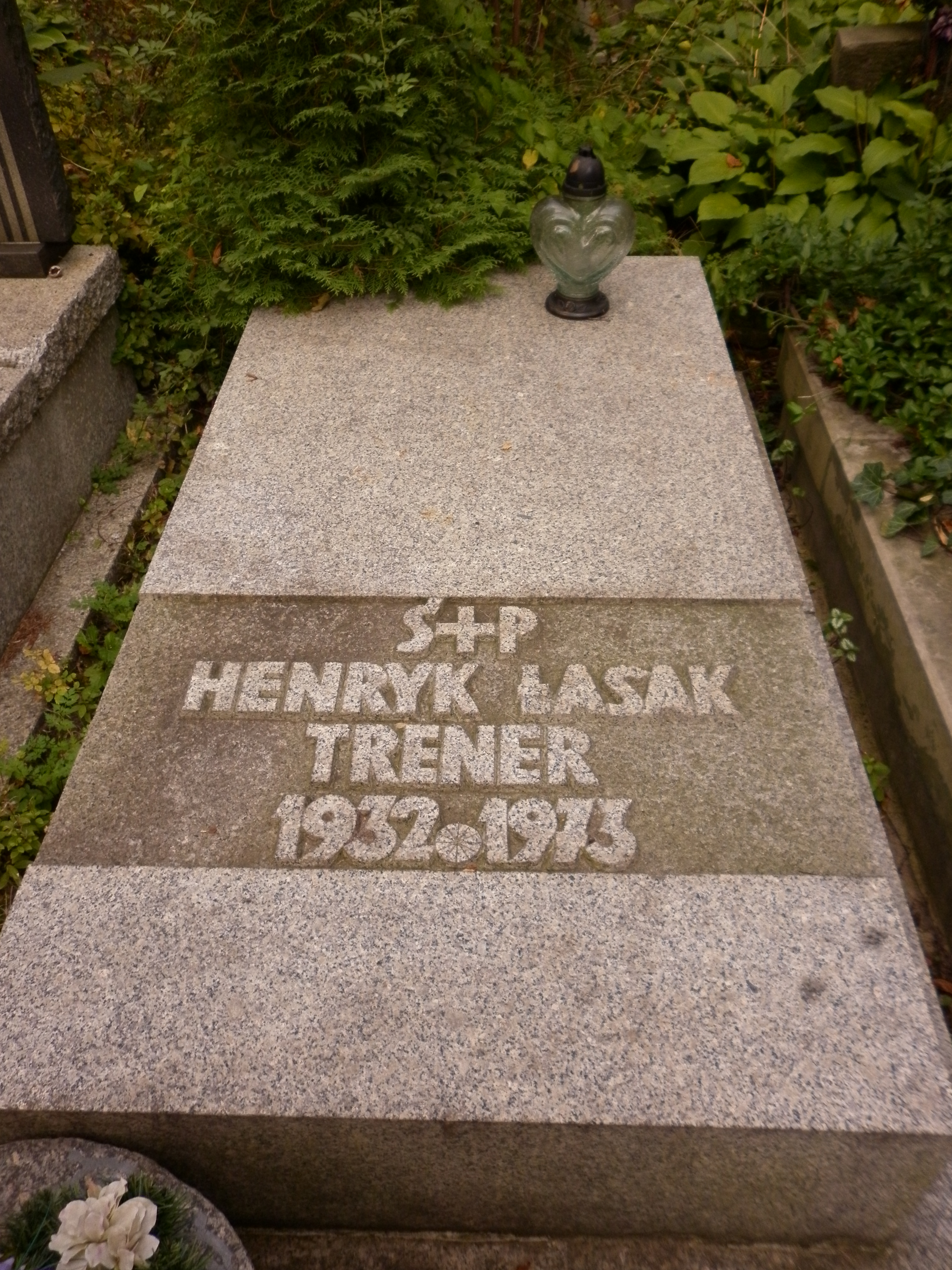
Grób Henryka Łasaka na Cmentarzu Wojskowym na Powązkach

W młodości uprawiał kolarstwo w klubie Gwardia Warszawa. Pięciokrotnie sięgał po medale mistrzostw Polski. W 1956 zajął 3. miejsce w wyścigu szosowym ze startu wspólnego oraz mistrzostwach Polski w przełajach. Z Gwardią sięgał dwukrotnie po srebrny (1952, 1953) i dwukrotnie brązowy medal w drużynowym wyścigu na 100 km. Dwukrotnie bez sukcesów startował w Wyścigu Pokoju (1954 – 25 m, 1955 – 47 m). Po zakończeniu kariery sportowej pracował jako mechanik kolarski w Polskim Związku Kolarskim.
W 1963 został asystentem trenera polskiej kadry kolarzy szosowych Władysława Wandora, a w 1965 zastąpił go na tym stanowisku. Wspierany przez Wojciecha Walkiewicza i Zbigniewa Rusina, poprowadził polskich kolarzy do bezprecedensowych w historii tej dyscypliny w Polsce sukcesów, m.in. pierwszego medalu kolarzy szosowych na mistrzostwach świata (brąz w wyścigu drużynowym na 100 km w 1971) i pierwszego medalu w kolarstwie szosowym na Igrzyskach Olimpijskich (srebro w wyścigu drużynowym na 100 km w 1972). Ponadto w 1971 i 1972 Ryszard Szurkowski wygrał jako pierwszy Polak od 1956 Wyścig Pokoju. Innymi jego zawodnikami byli m.in. Stanisław Szozda, Jan Magiera, Zygmunt Hanusik, Zenon Czechowski, Lucjan Lis, Edward Barcik, Jan Smyrak, Janusz Kowalski.
W 1972 otrzymał Krzyż Kawalerski Orderu Odrodzenia Polski.
Uważany za najwybitniejszego polskiego trenera w historii, zginął tragicznie w wypadku samochodowym 5 stycznia 1973 w Skomielnej Białej w województwie małopolskim. Po jego śmierci jego zawodnicy sięgnęli w 1973 po mistrzostwo świata zarówno w wyścigu indywidualnym (Ryszard Szurkowski przed drugim Stanisławem Szozdą), jak i drużynowym na 100 km. Jego pamięci poświęcony jest Memoriał im. Henryka Łasaka. Pochowany na cmentarzu Powązki Wojskowe w Warszawie (kwatera A15-8-19).